# Пауль Бразак
Пауль Бразак (нім. Paul Brasack; 9 травня 1916, Штеттін — 11 березня 2013, Бад-Пірмонт) — німецький офіцер-підводник, капітан-лейтенант крігсмаріне, капітан-цур-зее бундесмаріне. Кавалер Лицарського хреста Залізного хреста.

## Біографія
3 квітня 1937 року вступив у ВМФ. Спочатку служив в морській авіації, в березні 1942 року був переведений в підводний флот. Після 6-місячного курсу був призначений вахтовим офіцером на підводний човен U-737, зробив 8 бойових походів, в тому числі в Арктику, де взяв участь в нападах на північні конвої союзників. З 5 лютого 1943 по 24 листопада 1944 року командував U-737, зробив 8 поході (провівши в морі в цілому 163 дні). З листопада 1944 року — офіцер з бойової підготовки 25-ї флотилії підводних човнів. 9 травня 1945 року взятий в полон. 15 серпня 1947 року звільнений. 1 жовтня 1957 року вступив у ВМФ ФРН, командував ескадреним міноносцем Z-2, був військово-морським аташе в Вашингтоні. 30 березня 1974 року вийшов у відставку.

## Звання
- Кандидат в офіцери (3 квітня 1937)
- Морський кадет (21 вересня 1937)
- Фенріх-цур-зее (1 травня 1938)
- Оберфенріх-цур-зее (1 липня 1939)
- Лейтенант-цур-зее (1 серпня 1939)
- Оберлейтенант-цур-зее (1 вересня 1941)
- Капітан-лейтенант (1 липня 1944)
- Корветтен-капітан (1 жовтня 1957)
- Фрегаттен-капітан (24 квітня 1961)
- Капітан-цур-зее (25 липня 1968)

## Нагороди
- Нагрудний знак спостерігача (28 лютого 1940)
- Залізний хрест
  - 2-го класу (травень 1940)
  - 1-го класу (листопад 1940)
- Авіаційна планка бомбардувальника в золоті (10 березня 1941)
- Почесний Кубок Люфтваффе (24 червня 1941)
- Нагрудний знак підводника (24 вересня 1942)
- Фронтова планка підводника
  - в бронзі (28 жовтня 1944)
  - в сріблі (24 березня 1945)
- Лицарський хрест Залізного хреста (30 жовтня 1944)
- Легіон Заслуг (США)